# Iablounets
Iablounets (en ukrainien : Яблунець) ou Iablonets (en russe : Яблонец) est une commune urbaine de l'oblast de Jytomyr, en Ukraine. Sa population s'élevait à 1 146 habitants en 2013.

## Géographie
Iablounets se trouve à 20 km au sud-est de Yemiltchyne, à 73 km au nord-ouest de Jytomyr et à 175 km à l'ouest de Kiev.

## Histoire
Iablounets a été fondée en 1910 et a le statut de commune urbaine depuis 1977.

## Population
Recensements (*) ou estimations de la population :
| 1979* | 1989* | 2001* | 2009  |
| ----- | ----- | ----- | ----- |
| 1 623 | 1 497 | 1 362 | 1 167 |

| 2010  | 2011  | 2012  | 2013  |
| ----- | ----- | ----- | ----- |
| 1 145 | 1 131 | 1 133 | 1 146 |

## Transports
Par la route, Iablounets se trouve à 24 km de Yemiltchyne, à 93 km de Jytomyr et à 204 km de Kiev. Iablounets possède une gare ferroviaire sur la ligne Korosten – Novohrad-Volynskyï.